# 2002 إس واي 50 (كويكب)
2002 أس واي 50 (ويعرف أيضًا باسم (154276) 2002 أس واي 50 وفق تسمية الكوكب الصغير) (بالإنجليزية: 2002 SY50)‏ هو كويكب ضمن حزام الكويكبات؛ وترتيبه 154276 من حيث الاكتشاف.
اكتُشف هذا الجُرم الفلكي بواسطة بحث لنكولن عن الكويكبات القريبة من الأرض في 30 سبتمبر 2002.

## وصلات خارجية
- 2002 إس واي 50 (كويكب) في قاعدة بيانات مختبر الدفع النفاث لأجرام النظام الشمسي الصغيرة

- الاكتشاف · مخطط المدار ·  العناصر المدارية · المعلمات المادية

- 2002 إس واي 50 (كويكب) على موقع ويكي سكاي: DSS2, SDSS, GALEX, IRAS, Hydrogen α, X-Ray, Astrophoto, Sky Map, Articles and images